# لولوة العوضي
لولوة العوضي هي أول محامية بحرينية تقيد أمام المحاكم البحرينية، كانت عضواً في اللجنة الوطنية العليا لإعداد ميثاق العمل الوطني لمملكة البحرين ولجنة تفعيل الميثاق، وتشغل حالياً منصب الأمين العام للمجلس الأعلى للمرأة بمملكة البحرين بدرجة وزير وهي أول امرأة تعين بهذه الدرجة في دول الخليج العربي، رئيسة مجلس أمناء معهد البحرين للتنمية السياسية (سابقًا)، وتولت كذلك رئاسة المجموعة القانونية العربية في منظمة المرأة العربية، وهي المستشارة القانونية لمنظمة المرأة العربية. وقع عليها الاختيار عام 2013، لتكون ضمن أقوى 100 امرأة في العالم العربي.
تهتم لولوة كثيرًا بقضايا المرأة والطفل والشؤون القانونية.
ففي عام 2005، صرحت لولوة العوضي، الأمين العام للمجلس الأعلى للمرأة في البحرين آنذاك، أنه سيتم البدء بتدشين برنامج خطة عمل تمكين المرأة البحرينية من المشاركة السياسية في الانتخابات البلدية والنيابية القادمة في عام 2006. وبينت العوضي بأن هذه الخطة تم تنظيمها بالتعاون مع الخبيرة المنتدبة من قبل برنامج الأمم المتحدة الإنمائي، وأنها تعتبر من الأولويات الني تتطلبها المرحلة الأستعدادية للانتخابات المقبلة. وأضافت العوضي أن هذا البرنامج سيمكن المرأة من أداء دورها في الحياة العامة وإدماج جهودها في برامج التنمية الشاملة مع مرعاة عدم التمييز ضدها، ودعم مشاركتها السياسية من خلال رفع قدراتها لتكون قادرة على المنافسة الحرة في أجواء انتخابات ديمقراطية.

## النشأة والتعليم

شعار جامعة الكويت، حيث درست لولوة الحقوق

لولوة صالح العوضي، من مواليد 25 ديسمبر، وحاصلة على ليسانس حقوق تخصص (شريعة وقانون) مع مرتبة الشرف جامعة الكويت عام 1971 م.

## مناصب
- أول محامية بحرينية تقيدت أمام المحاكم البحرينية عام 1976.
- أسست مكتب العوضي للمحاماة والاستشارات القانونية والتحكيم.
- الأمين العام للمجلس الأعلى للمرأة (بدءاً من عام 2010) بدرجة وزير، أول امرأة خليجية تتولى هذه الدرجة.
- رئيس مجلس أمناء معهد البحرين للتنمية السياسية.
- رئيسة المجموعة القانونية العربية في منظمة المرأة العربية ومستشارها القانوني.
- مستشار سمو الشيخة سبيكة بنت إبراهيم آل خليفة قرينة ملك البحرين.
- عضو مجلس الشورى للفصل التشريعي الثالث (من 14 ديسمبر 2010) وعضو لجنة الشؤون التشريعية والقانونية.

## عضويتها بالجمعيات
- عضو اللجنة الوطنية العليا لإعداد ميثاق العمل الوطني
- عضو لجنة تفعيل ميثاق العمل الوطني
- رأست عددًا من وفود مملكة البحرين وشاركت في العديد من المؤتمرات المتعلقة بالمرأة والطفل والمؤتمرات العامة.[1]

## قانون البلديات
في يوم 16 يونيو 2014، وصفت لولوة العوضي، في مداخلتها خلال الجلسة بمجلس الشورى، مشروع قانون البلديات بـ«التشريع الطائفي»، موضحة «عرفنا النظام البلدي قبل الدساتير، واليوم يأتي المشرّع بسبب خلاف ليلغيه، ونحن اليوم طائفتان كريمتان، وهذه لها حقوق وتلك لها حقوق، ولا يمكن أن نقصي أحداً من حقوقه الدستورية مهما مررنا بمصاعب»، واستدركت بالقول: «نحن ضد المعارضة التي حاولت يوماً من الأيام أن تختطف الدولة ولكن ضد التشريعات التي أسميها تشريعات طائفية، ولا أحد يساومني على ولائي وانتمائي ولكننا أمام معضلة». وأضافت «مع بداية الفصل التشريعي الحالي صادفتنا أزمة وهتكت النسيج الاجتماعي، وهذه التشريعات ستزيد من ذلك الهتك، وستزيد من الفرقة، وإذا كانت هناك دعوات للمصالحة، فماذا ستفعل هذه التشريعات بالدعوات؟ نضع جزءاً كبيراً من المجتمع في الزاوية ثم (...)».

## أزمة سحب رقابة الشورى
أكّدت عضو مجلس الشورى لولوة العوضي، أنّ «مجلس الشورى أصبح ليس له دور رقابيّ، وخصوصاً بعد إلغاء حقّ السؤال في الرقابة، فأصبح مجلساً تشريعياً «مجرداً ليس له أي دور بمظاهر الرقابة حتى من باب السؤال، وأصبح الشورى مع النوّاب في التشريع المشترك».
وترى أنّ «المجلس بذلك لم يقُم بدوره، إذ كان يتمّ التوافق مع مجلس النوّاب بقصد ألّا يتمّ انعقاد مجلسٍ وطنيّ، وهذا خلق الكثير من التشريعات التي فيها بعض الجوانب التي تحتاج إلى وقفةٍ جادّة ووقفة مكاشفة بشأن بعض القرارات، ما أدّى إلى كثير من المشكلات في التشريعات، بما فيها قانون غرفة البحرين لتسوية المنازعات، وقانونا المرور والبلديّات».
وشدّدت العوضيّ على ضرورة «ألّا يقتصر دور مجلس الشورى على التشريع بحسب النظام الدستوريّ، بل هو مكمّلٌ لمجلس النوّاب، فيجب أن يكون له دوٌر سياسيّ»، مشيرةً إلى أنّ المجلس اختزل دوره السياسيّ في البيانات. موضحةً أنّ المطلوب من مجلس الشورى أن يكون له دور أكبر في مناقشة المشكلات التي تواجهها البحرين، فهو مجلسٌ سياسيّ بالدرجة الأولى وهو جزء من السلطة التشريعيّة، وهي السلطة التي يجب أن يكون لها نظرةٌ في مستقبل البحرين السياسيّ. متسائلةً «أين مجلسا الشورى والنوّاب من ذلك؟».
وطالبت بتعديلٍ دستوريّ وتعديل في اللائحة الداخليّة للمجلس، حيث تحوّل المجلس إلى أداة إقرار للتشريعات التي تصدرها الحكومة، دون الحقّ في مناقشة الحكومة أو مراقبة سياستها، مضيفةً «إنّ المجلس يفتقد الاستراتيجيّة التشريعيّة».

## أزمة قانون الجنسية
وصفت الأمين العام للمجلس الاعلى للمرأة الأستاذة لولوة العوضي قانون الجنسية المعد من قبل الحكومة والمحال إلى مجلس النواب بالقانون غير المنصف للمرأة البحرينية المتزوجة من أجنبي ولم يأخذ بتوصيات المجلس الأعلى للمرأة المرفوعة من الديوان الملكي كما أنه لا يتفق مع المشروع الإصلاحي للملك الذي أعطى المرأة البحرينية جميع حقوقها السياسية. جاء ذلك خلال الاجتماع الذي جمع بشهر يونيه من العام 2006 لجنة الشؤون الخارجية والدفاع والأمن الوطني بمجلس النواب مع الحملة الوطنية للجنسية لأبناء المرأة البحرينية والمجلس الأعلى للمرأة بحضور بعض الحالات المتضررة من قانون الجنسية وقالت ان هذا القانون لم يرفع معاناة المرأة البحرينية المتزوجة من أجنبي ومعاناة أولادها كما أنه لم يراع لا من قريب ولا من بعيد احتياجات المرأة البحرينية التي تعاني معاناة شديدة وهو ما تكشف عنه الحالات التي تصل إلى المجلس الاعلى للمرأة أو التي تحدثت عنها الحملة الوطنية للجنسية لابناء المرأة البحرينية أو ما ينشر في الصحافة المحلية من مآس وعراقيل أمام أبناء المرأة البحرينية المتزوجة من أجنبي. وكشفت لولوة العوضي عن أن هناك توجيها من الديوان الملكي بمنح أبناء المرأة البحرينية المتزوجة من أجنبي حق الحصول على الجنسية البحرينية وخاصة أن هناك قائمة قد رفعت إلى جلالة الملك وقد حصل جزء منهم على الجنسية البحرينية وسوف ينظر كذلك إلى باقي الطلبات التي تصل إلى المجلس الأعلى والحالات التي وصلت إلى الحملة الوطنية للجنسية والتي انفردت بنشرها أخبار الخليج. وقالت ان المجلس الأعلى للمرأة قدم مقترحا بإضافة مادة إلى قانون الجنسية تنص على «أن للمك حق منح أبناء المرأة البحرينية المتزوجة من أجنبي الجنسية البحرينية طالما أعلنت رغبتها في حصول أبنائها على الجنسية وأن تكون الإقامة مشروعة في البحرين وأن تكون مستمرة مدة لا تقل عن خمس سنوات، كما اشترطت المادة موافقة الأب على الجنسية ويستثنى من طلب هذه الموافقة حالة أبناء المرأة المطلقة والأرملة أو في حالة فقدان الأب، ويكون للأبناء حال بلوغهم سن الرشد الخيار بين الاحتفاظ بالجنسية البحرينية أو التنازل عنها«.

## المبادرات والقرارات
- قرار رقم (25) لسنة 2024 بتشكيل لجنة المرأة في مجال تكنولوجيا المعلومات والاتصالات والعلوم الحديثة، لتعزيز مشاركة المرأة في القطاعات التقنية والعلمية.[10]

- قرار رقم (30) لسنة 2024 بتشكيل لجنة “جائزة صاحبة السمو الشيخة حصة بنت خليفة آل خليفة لتقدم المرأة البحرينية” للدورة الثامنة (2024–2026)، برئاسة الأمين العام للمجلس الأعلى للمرأة.[11]

## المشاركات الدولية
مثلت مملكة البحرين بإلقاء كلمة رسمية في الدورة 69 للجنة وضع المرأة بالأمم المتحدة (CSW69) في نيويورك مارس 2025، كما أُطلِقت خلالها النسخة الثالثة من جائزة صاحبة السمو الشيخة سبيكة بنت إبراهيم آل خليفة العالمية لتمكين المرأة بالتعاون مع هيئة الأمم المتحدة للمرأة.

## الفعاليات المحلية
- شاركت في مؤتمر “تميز” تحت شعار تمكين المرأة في الاقتصاد في المنامة بتاريخ 26 فبراير 2025، حيث تناولت جهود المجلس في دعم ريادة الأعمال النسائية.[13]

- عقدت لقاءً تعاونياً مع جمعية نهضة فتاة البحرين في 16 أبريل 2025 لتعزيز الشراكة في برامج تنمية قدرات الفتيات البحرينيات.[11]

## التكريم والجوائز
- تكريم من الأمانة العامة لمجلس التعاون لدول الخليج العربية خلال احتفال يوم المرأة الخليجي 2024، تلقّت برقية تهنئة من صاحبة السمو الشيخة سبيكة بنت إبراهيم آل خليفة.[14]
- حصلت على وسام البحرين من الدرجة الأولى تقديراً لعطاءاتها الوطنية في دعم حقوق المرأة والتنمية الاجتماعية.[5]

## انظر ايضاً
إيناس شبيب